# Afirmació del conseqüent
L'afirmació del conseqüent és una fal·làcia deductiva, molt semblant al modus ponens, la qual és correcte. La fal·làcia d'afirmació del conseqüent no és, en canvi, acceptable. Respon a l'esquema següent:
Si P, aleshores Q.
Q
Per tant, P.

P pot no ser l'única manera d'obtenir Q, d'aquí la fal·lacia de deduir P a partir de Q.

## Exemple
- Premissa 1: Si sortim de vacances, anem a Nicaragua.
- Premissa 2: Anem a Nicaragua.
- Conclusió: Per tant, sortim de vacances.